# Salvador Arizméndi
Salvador Arizméndi ist ein ehemaliger mexikanischer Fußballspieler auf der Position eines rechten Außenläufers.

## Leben
Arizméndi spielte zwischen 1942 und 1944 für den CF Asturias, mit dem er die in der Saison 1943/44 erstmals ausgetragene Profimeisterschaft gewann. Unmittelbar nach diesem Triumph wechselte er zum CF Atlante, mit dem er das im Anschluss an die Meisterschaftsrunde ausgetragene Pokalturnier bestritt und das Finale erreichte, das mit 2:6 allerdings deutlich gegen den Real Club España verloren wurde. 
In der Saison 1946/47 gewann er mit den Atlantistas, für die er bis mindestens 1948/49 spielte, einen weiteren Meistertitel.
Außerdem gehörte Arizméndi zum Aufgebot der mexikanischen Nationalmannschaft, die im Juli 1947 erstmals nach mehr als achtjähriger Länderspielpause wieder zwei Länderspiele bestritt: er wirkte sowohl am 13. Juli 1947 beim 5:0-Sieg gegen die USA als auch vier Tage später beim 3:1-Erfolg über Kuba mit.

## Erfolge
- Mexikanischer Meister: 1943/44, 1946/47